# Sharktopus
Cá mập lên bờ (tên gốc tiếng Anh: Sharktopus) là một bộ phim khoa học giả tưởng, kinh dị của Hoa Kỳ được hãng SyFy sản xuất và trình chiếu vào năm 2010 qua bàn tay của đạo diễn Declan O'Brien với sự tham gia của diễn viên Eric Roberts. Đây là bộ phim đầu tiên trong loạt phim Sharktopus. Nội dung chính của bộ phim nói về cuộc săn đuổi một con quái vật lai giữa cá mập và bạch tuộc với những hiệu ứng kỹ xảo tốt. Hai phần tiếp theo chính thức có tên Sharktopus vs. Pteracuda được phát hành vào ngày 2 tháng 8 năm 2014 và Sharktopus vs. Whalewolf được công chiếu vào ngày 19 tháng 7 năm 2015 trong Tuần lễ Sharknado trên Kênh SyFy.
Phim đã để lại những dấu ấn quan trọng, trên chuyên trang Rotten Tomatoes thì Sharktopus (2010) được đánh giá mức độ 57%, dựa trên đánh giá từ 7 nhà phê bình. Phim cũng nhận được những sự chỉ trích, theo Kevin Carr của  7M Pictures  thì ông đã mô tả phim như là một món "đồ ăn vặt điện ảnh" (cinematic junk food) và chấm điểm phim đạt 3,5 trên 5. Còn Annalee Newitz của io9 đã viết "Sharktopus hiện diện cho cả cảm giác tội lỗi và sự xoa dịu, tất cả như được gói gọn trong một miếng bánh ngon" và ví von bộ phim này như là phim Inception của những bộ phim quái vật khổng lồ.

## Cốt truyện
Câu chuyện bắt nguồn từ việc Hải quân Hoa Kỳ đưa ra một đề án chế tạo loại vũ khí mới để tăng cường khả năng trinh thám. Nghiên cứu này được giao cho một tổ chức có tên gọi là "Biển Xanh" ("Blue Water"), tổ chức này theo chỉ đạo đã áp dụng công nghệ sinh học và di truyền để nghiên cứu chế tạo ra một sinh vật lai giữa bạch tuộc và cá mập có khả năng chiến đấu rất cao. Tên gọi của sinh vật này là S11.
S11 là công trình nghiên cứu tâm huyết của tiến sĩ Nathan Sands (do Eric Roberts thủ vai) và người trực tiếp thực hiện là cô con gái cưng của ông Sands Nicole (do Sara Malakul Lane đóng), đây là cô sinh viên xuất sắc nhất Hoa Kỳ về công nghệ sinh học. Tiến sĩ Sands rất yêu quý cô và hay gọi cô bằng cái tên là "bí ngô" (mặc dù cô không muốn gọi như vậy). S11 được cài đặt một bộ phận máy móc trên cơ thể và thông qua đó có thể điều khiển từ xa S11 bằng sóng xung điện được kích hoạt và điều hành từ chiếc máy tính xách tay của Nicole.
Trong một buổi thí nghiệm chức năng của S11 diễn ra tại vùng biển ở địa điểm Santa Monica một chiếc cano vô tình chạy mang và chạm vào lưng của S11, đập vỡ bộ điều khiển gắn trên lưng và con quái thú này đã thoát khỏi sự kiểm soát của nhóm người điều khiển và tự do tàn sát những người mà nó gặp trên đường. Hành trình của nó di chuyển đến Puerto Vallarta (trên vịnh México).
Tình thế trở nên nghiêm trọng khi đã có nhiều vụ cắn giết của S11 diễn ra, nhiều phương tiện truyền hình đã ghi lại và phát sóng. Bộ Tư lệnh Hải quân Hoa Kỳ phải ra chỉ thị cho tiến sĩ Sands bằng mọi giá phải tiêu diệt con quái vật này. Biển xanh đã phải cử một đội săn tìm S11 gồm tiến sĩ Nathan Sands chỉ đạo, tham gia có cô con gái của ông và chàng trai Flynn Andy (do Kerem Bursin đóng), đây là một chàng trai có biệt tài trong việc săn cá mập, trước đây làm việc cho Biển Xanh nhưng đã bị tiến sĩ Sands sa thải vì tính ngang tàng, nay ông ta bất đắc dĩ phải sử dụng lại anh (nhưng phải trả cho anh này 30.000 USD theo thoả thuận)
Cuộc săn tìm trở nên gian nan và trắc trở hơn vì có một sự thật là tiến sĩ Sands không có ý định giết con thú này vì đây là tâm huyết cả đời của ông nên đã không cho sử dụng các vũ khí hạng nặng. Mặt khác, với mong muốn tạo ra một kiệt tác để đời nên trong quá trình chế tạo S11, ông đã qua mặt cô con gái và bí mật tăng thêm độ thông minh cho con thú này để trở thành một cỗ máy giết người hoàn hảo. Chính vì vậy mà S11 rất thông minh, không theo quy luật của động vật bình thường. Nó đã tàn sát rất nhiều người, gieo rắc bao nỗi kinh hoàng cho những nơi nó đi qua.
Nhận thức được tình hình nguy hiểm, Flynn Andy cùng Nicole quyết tâm tiêu diệt S11, cuộc truy đuổi diễn ra gay cấn, hầu hết các thành viên trong đoàn đều bị con quái vật này giết hại, kể cả tiến sĩ Sands. Sau cùng S11 lên bờ để vào giết người ở khu dân cư, Flynn Andy cùng Nicole theo dấu quái vật và trong một cuộc kịch chiến, họ đã cho nổ tung con quái vật này bằng mật mã kích nổ trong máy tính của Nicole.

## Diễn viên
- Eric Roberts trong vai tiến sĩ Nathan Sands
- Sara Malakul Lane trong vai Sands Nicole
- Kerem Bursin trong vai Flynn Andy
- Héctor Jiménez trong vai Bones
- Liv Boughn trong vai Everheart Stacy
- Calvin Persson trong vai Cox Commander
- Shandi Finnessey trong vai Stephie
- Ralph Garman trong vai thuyền trưởng Jack
- Roger Corman trong vai Beach Bum
- Lindsay Conklin trong vai cô gái mặt áo tắm trên bãi biển

## Đánh giá
Sharktopus được phát hành vào đĩa DVD và Blu-ray vào ngày 15 tháng 3 năm 2011. Phim nhận được nhiều ý kiến đánh giá từ các nhà phê bình, nó hiện đang xếp hạng 3.5 trên IMDB. Phim đã tạo cảm hứng và tiền đề cho một bộ phim khác là Piranhaconda công chiếu vào năm 2012.

## Ngoài lề
- S11 là sinh vật lai tạo giữ cá mật và bạch tuộc nhưng tạo hình trong phim thì những xúc tu này lại giống những cái vòi của con mực ống khổng lồ.
- S11 là mô hình được thiết kế và sản trong nước
- Sara Malakul Lane là một diễn viên có hai dòng máu Thái Lan và Hoa Kỳ